# Il sogno dell'architetto
Il sogno dell'architetto (The Architect's Dream) è un dipinto a olio del 1840 realizzato da Thomas Cole per l'architetto newyorchese Ithiel Town.
Cole incorporò pezzi di architettura di stili egiziani, greci, romani e gotici in varie parti del dipinto, avendo già avuto modo di cimentarsi con l'architettura in precedenza. Cole terminò il dipinto in sole cinque settimane e lo espose alla mostra annuale della National Academy of Design di quell'anno. Tuttavia, Town non fu soddisfatto del "soggetto quasi esclusivamente architettonico" del dipinto e si rifiutò di accettarlo. Dopo un lungo scambio di lettere, Cole accettò di dipingere un paesaggio più convenzionale per Town e di riprendersi The Architect's Dream, che rimase in suo possesso fino alla sua morte.

## Analisi dell'artista
In una lettera scritta alla fine degli anni '30 dell'Ottocento, Cole affermava che:
Affinché l'architettura giungesse alla perfezione che vediamo nei migliori esempi della Grecia, devono essere stati necessari secoli di espressione e di pensiero affinché la mente umana passasse lentamente dalla rozza colonna di pietra sconosciuta che formava le strutture druidiche, attraverso gli stupendi portali dell'arte egizia, fino all'insuperabile bellezza del tempio greco... L'architettura romana non è altro che greca depravata. Le forme sono prese in prestito, ma lo spirito è andato perduto ed è diventato sempre più rozzo, fino a sprofondare nelle rozze incongruenze di ciò che viene chiamato il Medioevo... L'architettura [gotica] aspira a qualcosa che va oltre la perfezione finita[.] Abbandona il completamento filosofico dell'arte greca quando tutto è finito alla vista e al tatto e fa appello all'immaginazione. Partecipando al genio del cristianesimo, si apre un mondo che va oltre il visibile in cui viviamo... Tutto è elevato, ambizioso e misterioso. Le sue torri e i suoi pinnacoli si innalzano verso le nuvole come tessuti ariosi. Sempre sospesa sull'orlo dell'impossibile, la mente non si sofferma su di esso con soddisfazione, ma prende il volo e si libra in un mondo immaginario. I desideri, le fantasie, le alte aspirazioni del cristianesimo hanno trovato espressione nella pietra.